# 宇咲
宇咲（うさ、2003年（平成15年）4月27日 - ）は、日本のアイドル、タレント。アイドルグループ・#ババババンビのメンバー、monogatari（旧・原宿物語）の元メンバー。
神奈川県出身。ゼロイチファミリア所属。旧芸名：柊 宇咲（）。

## 略歴
2014年6月、母親と原宿へ遊びに行った際にスカウトされたことをきっかけに、ミレニアムガールズ候補生としてデビュー後、2015年1月に開催されたライブにてステージデビュー。同年9月、ミレニアムガールズ解散に伴い、原宿物語（後のmonogatari）に加入（2020年2月解散）。
2021年2月25日、宇咲として#ババババンビに加入。

## 人物
- 2017年5月16日放送の日本テレビ系『ものまねグランプリ 春の部門別チャンピオン決定戦SP!』に、小島瑠璃子のそっくりさんとして出演した際、審査員の関根勤などから「本人よりもかわいい」とのコメントがあった[9]。
- 趣味はiPhoneケースを集めることで、すぐデザインに飽きてしまうため予備のケースを常時持ち歩いている[2]。
- 特技はヘアアレンジ[2]。
- チャームポイントは「目」[10]。
- スカウトされた当時はアイドルに興味はなくモデルやタレントになりたいと考えていたが、活動を続けていくうちにダンスやライブが楽しくなりアイドルが好きになっていった旨を述べている[2]。
- アイドルとして心がけていることは「好きなアイドルや憧れの芸能人のSNSを見て参考にすること」[10]。
- 「宇咲」は本名で、「宇宙にまで華咲かせられるように」というイメージで付けてもらったという[5]。
- 妹と兄がいる[5]。
- 好きな食べ物はサラダチキン[5]。

## 出演

### 舞台
- 舞台『転生したらスライムだった件』-魔王来襲編&人魔交流編-（2024年7月25日 - 28日、天王洲 銀河劇場 / 8月2日・3日、サンケイホールブリーゼ） - ミリム・ナーヴァ 役 [11]

## 作品
- ミスMガールズ vol.10（2015年7月25日、プレミアムレコード）
- イメージレボリューション vol.2（2015年10月24日、プレミアムレコード）
- 放課後 柊宇咲 同好会（2016年10月29日、エスデジタル）

### 写真集
- usa usa（2023年10月4日、集英社）